# A Dél Keresztjét ábrázoló zászlók képtára
A Dél Keresztje zászlókon a Dél Keresztje csillagkép található. Mivel a csillagkonstelláció csak a déli féltekén látható, felhasználása az országok déli helyzetét jelképezi. Az alábbi lista nem teljes, és nem hivatalos státusú zászlókat is tartalmazhat.
Az angol Southern Cross (’Dél Keresztje’) kifejezés utalhat az amerikai polgárháborúban a Konföderáció államainak zászlaján látható, tizenhárom csillagos andráskeresztre is.

## Nemzeti zászlók Óceániában

Ausztrália zászlaja
Új-Zéland zászlaja
Niue zászlaja
Pápua Új-Guinea zászlaja
Szamoa zászlaja

## Tartományi zászlók Óceániában

Ausztráliai fővárosi terület, Ausztrália
Kókusz (Keeling)-szigetek, Ausztrália
Karácsony-sziget zászlaja, Ausztrália
Északi Terület zászlaja, Ausztrália
Victoria zászlaja, Ausztrália

## Más ausztrál zászlók

Ausztráliai szállítás-ellenes liga zászlaja
Ausztrál polgári légi felségjelzés
Ausztráliai vám zászlaja
Ausztrál Szövetség történelmi zászlaja
Ausztrál vörös felségjelzés
Eureka zászló
Victoria kormányzói zászlaja
Ausztrál gyarmati zászló
Ausztrál légierő zászlaja
Ausztrál tengerészeti zászló

## Más új-zélandi zászlók

Új-zélandi polgári légi felségjelzés
Új-Zéland kormányzójának zászlaja 1869-1874
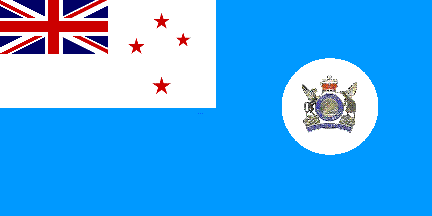
Új-zélandi Szállításért Felelős Minisztérium zászlaja 1968-1998
Új-zélandi vörös felségjelzés
Új-Zéland uralkodójának királyi lobogója
Új-zélandi tengerészeti zászló

## Dél-amerikai országok nemzeti zászlói

Brazília zászlaja

## Tartományi zászlók Dél-Amerikában

Goiás, Brazília
Magallanes zászlaja, Chile
Paraná, Brazília
Tierra del Fuego tartomány, Argentína

## Más zászlók a Dél Keresztjével

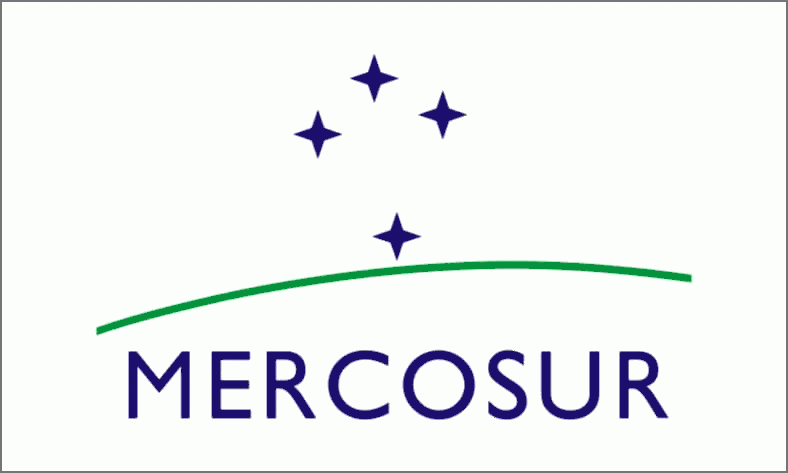
Mercosur zászlaja